# Banksia anatona
Banksia anatona es una especie de arbusto perteneciente a la familia de las proteáceas que es un endemismo de Australia Occidental. 

## Taxonomía
Banksia anatona fue descrita por (A.S.George) A.R.Mast & K.R.Thiele y publicado en Australian Systematic Botany 20: 66. 2007.
Etimología
Banksia: nombre genérico que fue otorgado en honor del botánico inglés Sir Joseph Banks, quien colectó el primer espécimen de Banksia en 1770, durante la primera expedición de James Cook.
anatona: epíteto latino que significa "como Allium"
Sinonimia
- Dryandra anatona A.S.George